# 片桐いくみ
片桐 いくみ（かたぎりいくみ）は、日本の漫画家、イラストレーター。やわらかな線のシャープな画風である。

## エピソード
- 峰倉かずやのアシスタント出身である[1]。
- 二宮愛が原作を担当している作品が多い。[独自研究?]

## 作品リスト

### 漫画作品
- 斬バラ!（『コミックZERO-SUM増刊WARD』連載、全3巻）
- Are you Alice?（原作：二宮愛、『コミックZERO-SUM』連載、全12巻）
- 調律葬交Zyklus;CODE（原作：二宮愛、『コミックZERO-SUM増刊WARD』連載、全3巻）
- GOD EATER -the 2nd break-（原作：バンダイナムコゲームス、『電撃マオウ』連載、全3巻）
- GOD EATER 2（原作：バンダイナムコゲームス、『電撃マオウ』連載、全10巻）
- ヒトキリシェアハウス（原作：二宮愛、『コミックZERO-SUM』連載）
- おにさん（『青騎士』9B[2]、読切）

### イラスト担当
- 沙漠の国の物語（倉吹ともえ、小学館ルルル文庫、全9巻）
- いじめ 14歳のMessage（林慧樹、小学館ルルル文庫スペシャル）
- 侍ニーティ（みどうちん、小学館ルルル文庫）
- キャサリン-CATHERINE-（川上亮、原作：ATLAS、富士見ドラゴンブック） 本文イラスト
- ダブルクロス The 3rd Edition リプレイ・デザイア（加納正顕／F.E.A.R.、富士見ドラゴンブック、全5巻）
- ダブルクロス The 3rd Edition リプレイ・デイズ The 3rd Edition（加納正顕／F.E.A.R.、富士見ドラゴンブック、全5巻）
- 停電少女と羽蟲のオーケストラ（諸口正巳、原作：二宮愛、一迅社、全3巻）
- 貴族デザイナーの華麗な事件簿（柏枝真郷、富士見L文庫、全2巻）

### その他
- ヴィジュアルプリズン（キャラクター原案）
- Engage Kiss（悪魔デザイン原案）[3]